# Chelonus elongatus
Chelonus elongatus är en stekelart som beskrevs av Szepligeti 1898. Chelonus elongatus ingår i släktet Chelonus och familjen bracksteklar. Inga underarter finns listade i Catalogue of Life.